# Callander (Kanada)

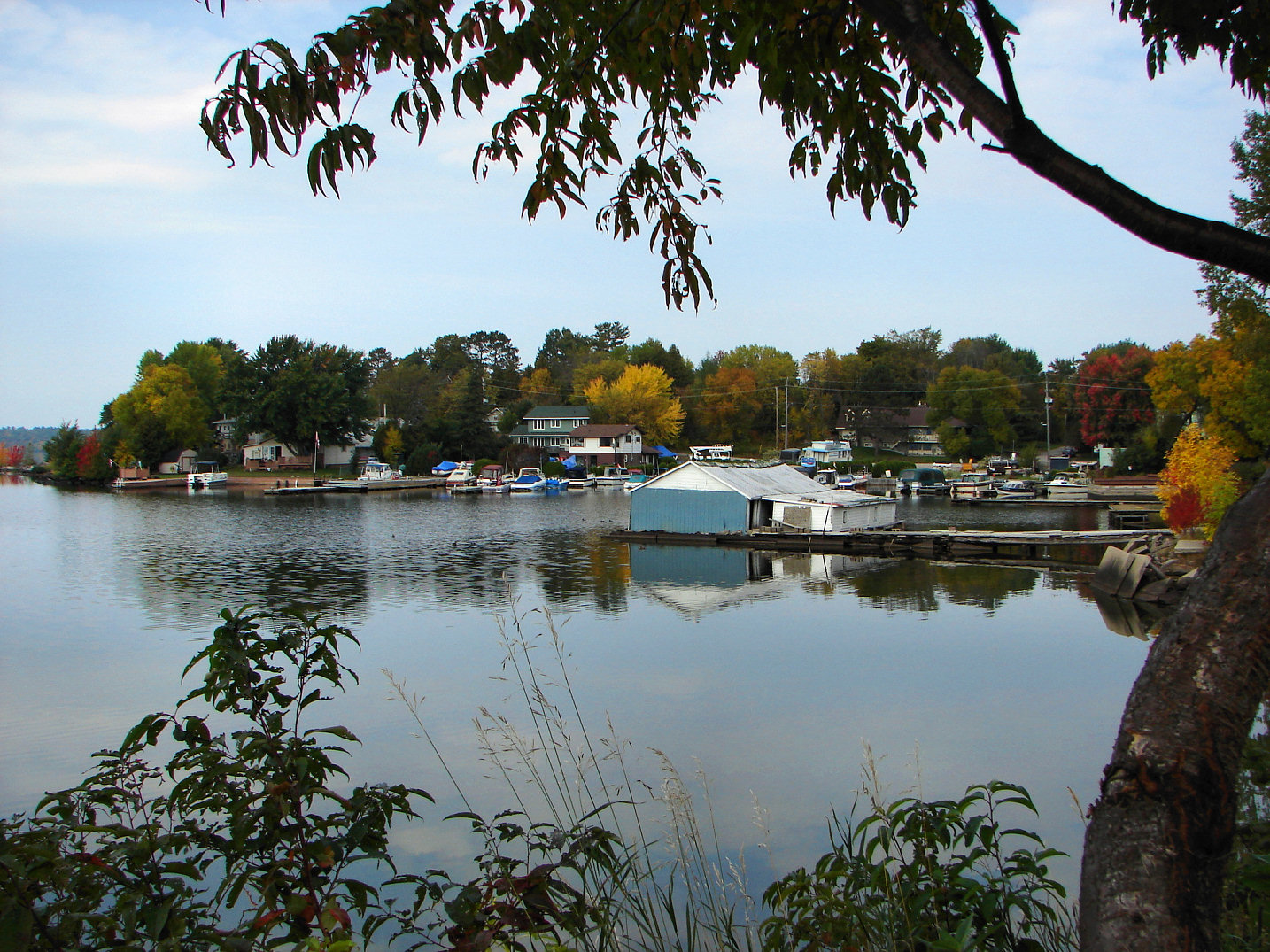
Callander Bay

Callander – gmina (ang. township) w Kanadzie, w prowincji Ontario, w dystrykcie Parry Sound.
Powierzchnia Callander to 100,96 km².
Według danych spisu powszechnego z roku 2001 Callander liczy 3177 mieszkańców (31,47 os./km²).